# Vojslavice
Vojslavice (deutsch Wojslawitz) ist eine Gemeinde in Tschechien. Sie liegt 18 Kilometer nördlich von Pelhřimov und gehört zum Okres Pelhřimov.

## Geographie
Vojslavice befindet sich in einer Flussschleife rechtsseitig des mit der Trinkwassertalsperre Švihov gefluteten Želivkatales. Nördlich wird das Dorf von der Trasse der D 1 umfahren, deren nächste Abfahrt in Koberovice ist. Westlich des Ortes führt die Autobahnbrücke Píšť über den Stausee.
Nachbarorte sind Vranice im Norden, Mešnik und Ježov im Nordosten, Hojanovice im Osten, Koberovice und Lísky im Südosten, Otavožaty im Süden, Senožaty im Südwesten, Děkančice und Hroznětice im Westen sowie Píšť im Nordwesten.

## Geschichte
Die erste urkundliche Erwähnung des Ortes erfolgte im Jahre 1318.
Zwischen 1938 und 1941/42 entstand zwischen Vojslavice und Píšť eine Bogenbrücke der geplanten Autobahn Prag-Brünn über die Želivka. Da die Autobahn wegen des Zweiten Weltkrieges nicht fertiggestellt werden konnte, wurde die bereits vollendete Brücke für ein Ortsverbindungsstraße von Hořice nach Vojslavice genutzt. Im Juni 1972 begann der Bau der Autobahnbrücke Píšť, da die Flutung des Tals der Želivka durch die Talsperre Švihov bevorstand. Die bestehende Brücke erhielt eine neue obere Ebene für die D 1. 1976 war die Brücke fertiggestellt und 1979 wurde sie für den Verkehr freigegeben.

## Gemeindegliederung
Für die Gemeinde Vojslavice sind keine Ortsteile ausgewiesen. Zu Vojslavice gehört die Ortslage Chalupy.

## Sehenswürdigkeiten
- Kirche Mariä Himmelfahrt
- Pfarrhaus
- Doppelstockbrücke Píšť